# Eihandgranate 39
Die Eihandgranate 39, auch Eihandgranate M39 oder einfach Granate 39 genannt, war noch vor den Stielhandgranaten 24 und 43 die meistgebaute Handgranate der Wehrmacht im Zweiten Weltkrieg.

## Beschreibung
Sie war etwa so groß wie eine Orange, 76 Millimeter hoch, hatte einen Durchmesser von 60 Millimeter, wog etwa 230 Gramm und wurde aus dünnem Stahl gefertigt. Als Sprengstoff dienten 112 Gramm Donarit. Sie wurde 1939 konstruiert, ab 1940 an die Wehrmacht ausgegeben und bis 1945 durchgehend gebaut.
Konstruiert wurde diese Granate für Angriffssituationen. Sie war leicht zu lagern und man konnte sie aufgrund ihrer kompakten Größe leicht transportieren. Jedoch gab es einige Nachteile gegenüber der bereits verwendeten Stielhandgranate. Die Ladung von 112 Gramm Donarit war im Vergleich zur Stielhandgranate mit fast 170 Gramm TNT relativ schwach. Damit wurde in Kauf genommen, dass oftmals mehrere Eihandgranaten benötigt wurden, um dem Gegner ernsthaften Schaden zuzufügen. Zu Verteidigungszwecken wurde auch ein Splittermantel für die Eihandgranate gefertigt; außerdem konnten deren Zünder auf vom Stiel getrennte Granatköpfe der Stielhandgranate montiert werden, deren Zünder sich sonst im Holzstiel befand.

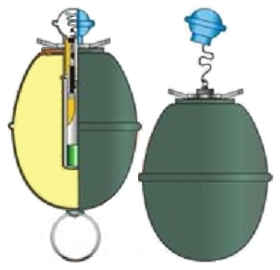
Schema einer Eihandgranate 39

## Funktionsweise
An der Oberseite der Eihandgranate befand sich ein bläulich gefärbter Knopf, welcher abgeschraubt werden konnte und eine darunter befindliche Schnur freigab. Durch Ziehen an dieser wurde der Zünder aktiviert und nach einer Verzögerung von vier bis fünf Sekunden explodierte die Granate. Der Zündmechanismus war mit dem der Stielhandgranate identisch.

## Sprengfallen-Varianten
Zur Verwendung als Sprengfalle wurde der Zünder (blauer Knopf) herausgeschraubt und durch einen Zünder, welcher lediglich eine Verzögerung von einer Sekunde hatte, ersetzt. Diese Zündeinrichtung war mit einem roten Knopf gekennzeichnet. Man ließ diese so präparierte Handgranate bei einem Rückzug einfach an Ort und Stelle liegen. Alliierte Soldaten, die nicht mit dem Farbcode vertraut waren, wurden oftmals überrascht, wenn sie versuchten die Granate als Beutewaffe zu verwenden.
Eine weitere Modifikation dieser Granate entstand an der Ostfront. Hier wurde die Granate zuerst in ihre Einzelteile demontiert, anschließend wurde der Sicherheitsmechanismus, also die Verzögerung, entfernt und die Granate daraufhin wieder zusammengebaut. Auch diese Granaten wurden an verlassenen Stützpunkten zurückgelassen. Wurden sie nun von einem sowjetischen Soldaten aufgenommen und wurde der blaue Knopf entfernt und anschließend die Schnur gezogen, explodierte die Granate augenblicklich, und dies führte fast immer zum Tod des Soldaten.